# Liste der Stolpersteine in Lörrach
Die Liste der Stolpersteine in Lörrach enthält alle Stolpersteine und Stolperschwellen, die im Rahmen des gleichnamigen Kunst-Projekts von Gunter Demnig in Lörrach verlegt wurden. Mit ihnen soll Opfern des Nationalsozialismus gedacht werden, die in Lörrach lebten und wirkten. Ergänzend werden Hinweise auf Stolpersteine/-schwellen in den Artikel aufgenommen, die zwar an anderen Orten verlegt wurden, aber einen Bezug zu Lörrach haben. Außerdem wird auf andere Formen des Gedenkens hingewiesen.

## Gedenken an die NS-Opfer in Lörrach
Nach längerer Diskussion in der Stadt machte der Hauptausschuss des Gemeinderates der Stadt Lörrach im Juni 2020 mehrheitlich den Weg für das Projekt frei. Lörrach wurde die erste Gemeinde im Landkreis Lörrach, die sich für diese Art des Gedenkens entschied. Die ersten acht Steine wurden am 24. September 2020 verlegt, weitere sieben Stolpersteine wurden am 19. Oktober 2021 ebenfalls durch Gunter Demnig verlegt. Am 21. Oktober 2022 wurden dann 10 neue Stolpersteine durch Mitarbeiter des städtischen Werkhofs verlegt, und am 6. Dezember 2023 weitere fünf. Am 1. Juli 2024 erfolgte die Verlegung von nochmals sieben Stolpersteinen, womit in Lörrach nun insgesamt 37 Stolpersteine verlegt wurden.
Begleitet wird das Projekt der Stolpersteine in Lörrach durch eine ausführliche Dokumentation zu jeder Person für die ein Stolperstein verlegt wurde.  Überdies führt die Touristinformation Lörrach Stadtführungen zu den Stolpersteinen durch.
Das Gedenken an die Opfer des Nationalsozialismus beschränkt sich in Lörrach aber nicht nur auf die Stolpersteine. In der Fußgängerzone erinnert eine Stele an die Deportation der jüdischen Bevölkerung 1940 und im Park des Brombacher Schlösschens ein Gedenkstein an den ermordeten polnischen Zwangsarbeiter Stanislaus Zasada.

## Stolperschwellen
Am 5. Oktober 2024 wurden zwei Stolperschwellen zum Gedenken an die Opfer der Zwangssterilisationen vor dem Lörracher Amtsgericht ⊙ und vor dem Kreiskrankenhaus ⊙ verlegt.

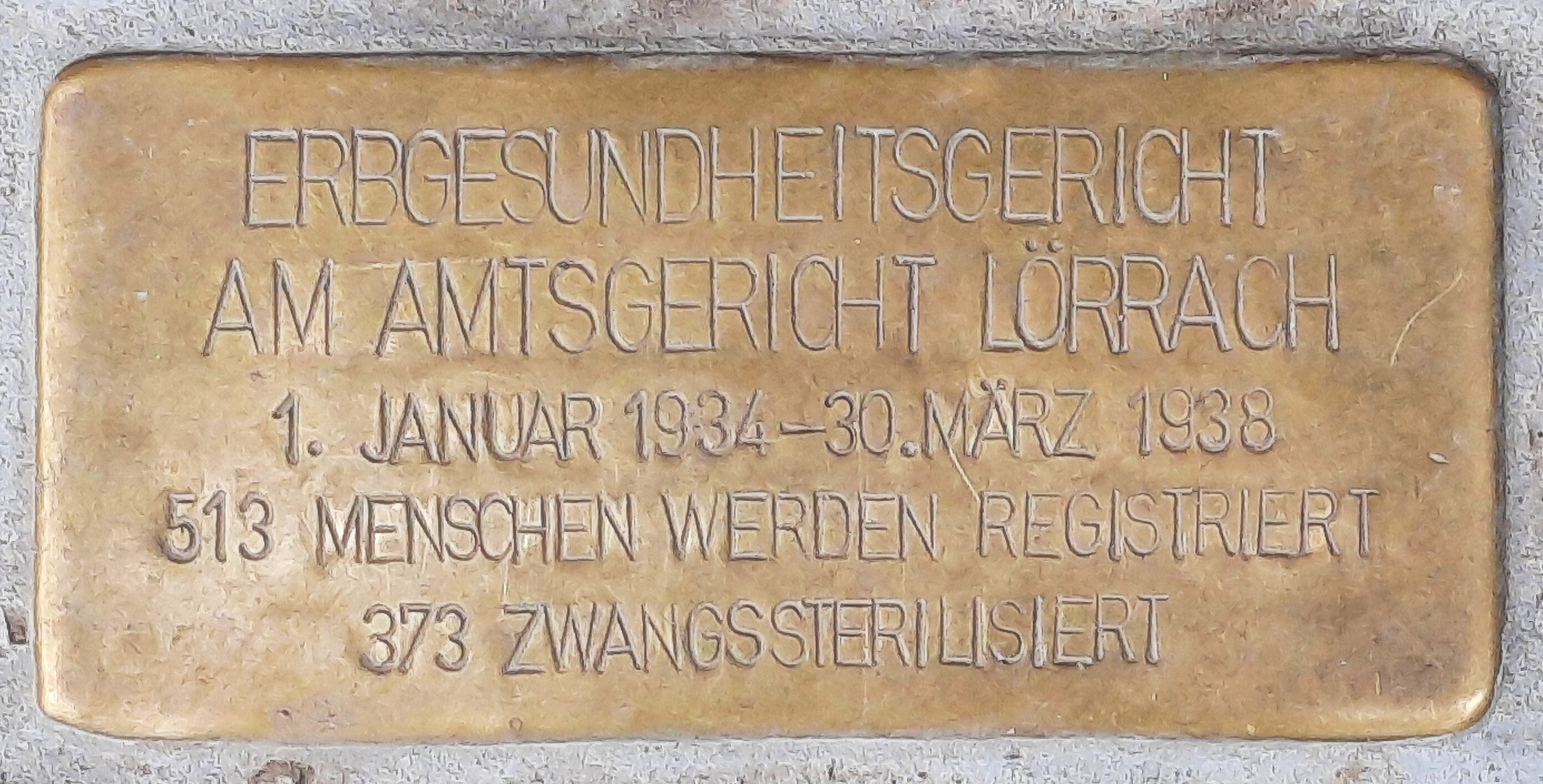
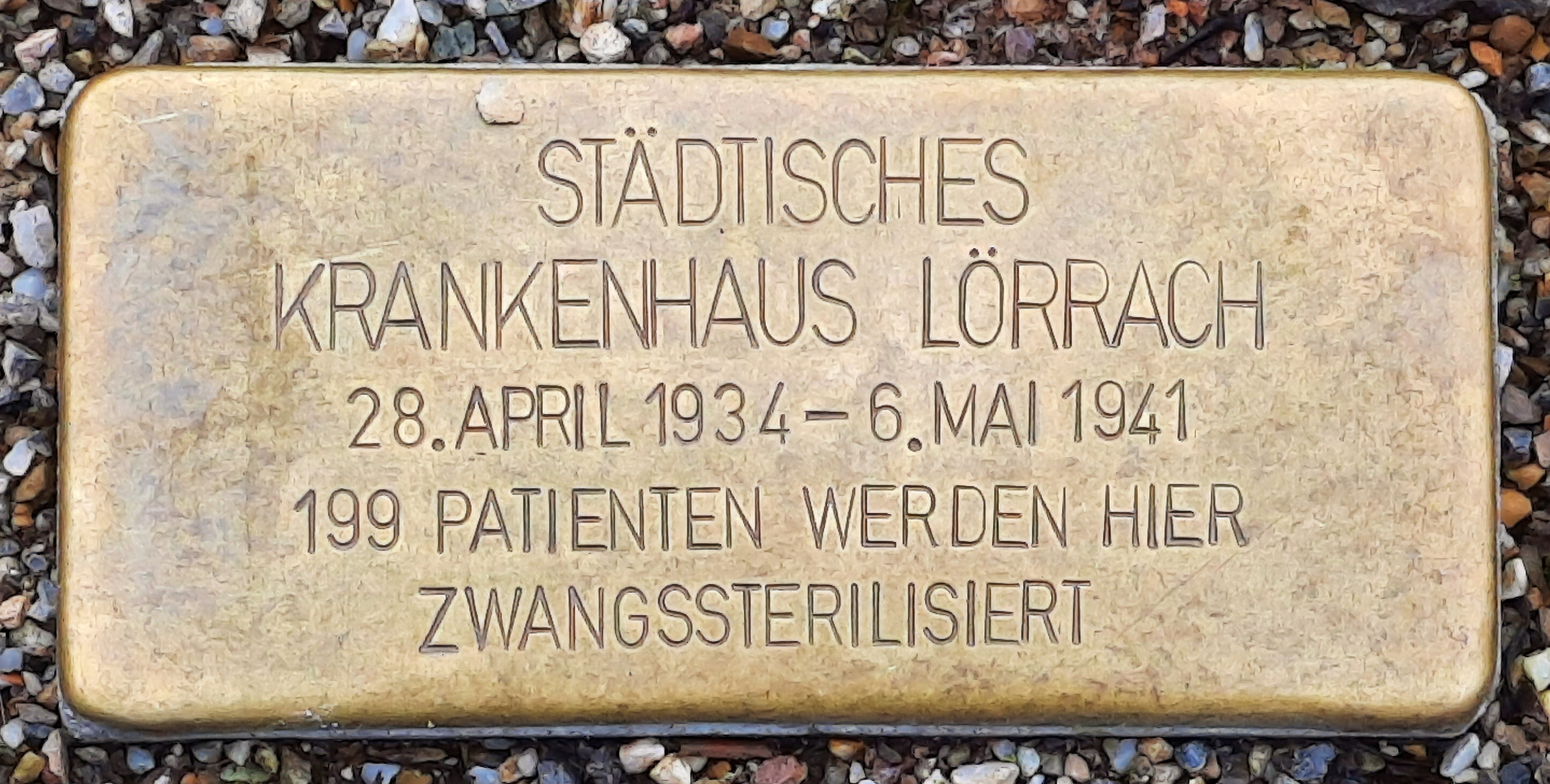
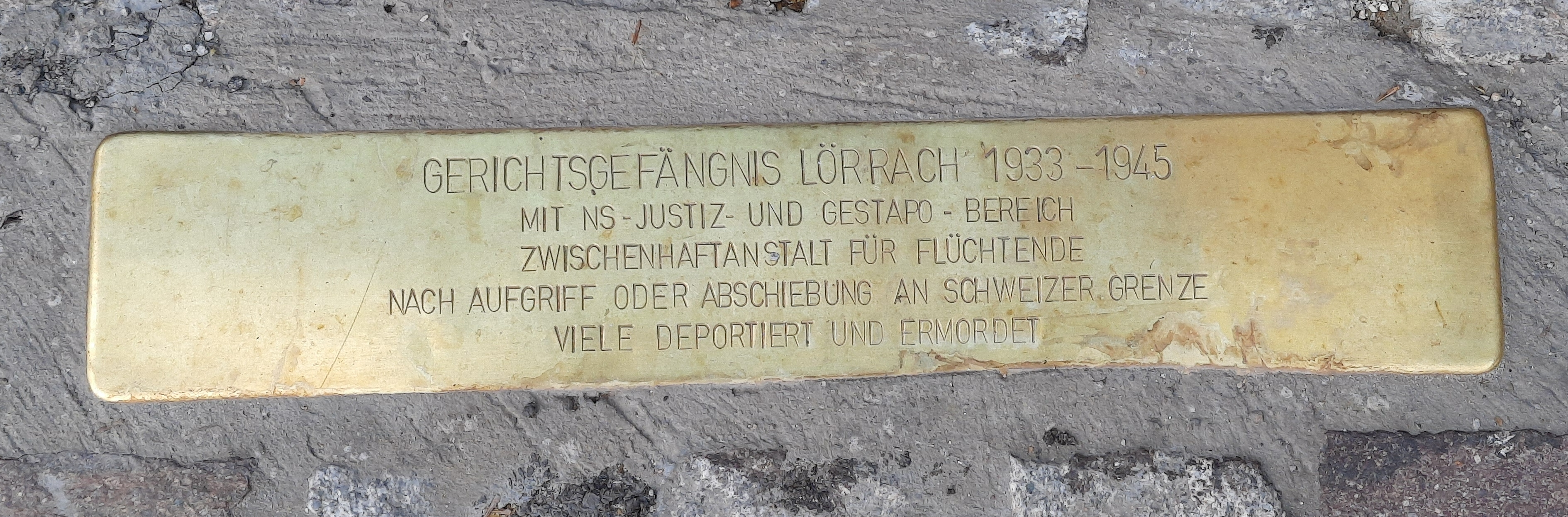

Am 20. Mai 2025 wurde von Günter Demnig eine weitere Stolperschwelle in Lörrach verlegt. Vor der Justizvollzugsanstalt Lörrach ⊙ wird an die dort inhaftierten jüdischen Bürger und Regimegegner erinnert: „Hier begann für viele unschuldige Männer, Frauen und Kinder ihr letzter Weg.“

## Auswärts verlegte Stolpersteine/-schwellen mit Bezug zu Lörrach
Riehen
Eine Stolperschwelle für abgewiesene Juden und Jüdinnen an der Basler Grenze am Grenzübergang Lörrach/Riehen gedenkt der über 30'000 Menschen, die auf der Flucht vor dem nationalsozialistischen Terror vergeblich Rettung in der Schweiz gesucht und um Einlass gebeten hatten.
Köln

In Köln wurde ein Stolperstein für den im Lörracher Gefängnis ermordeten Radrennfahrer Albert Richter verlegt.

## Liste der Stolpersteine in Lörrach
Die Tabelle ist teilweise sortierbar; die Grundsortierung erfolgt alphabetisch nach Familien- und Vornamen.
| Stolperstein | Inschrift | Verlegeort                      | Name, Leben |
| ------------ | --- | ------------------------------- | --- |
|              | HIER WOHNTE ADELE BECK JG. 1884 DEPORTIERT 1940 GURS INTERNIERT DRANCY 1942 AUSCHWITZ ERMORDED                                                                | Teichstraße 9 ·                 | Adele Beck Die Familie Beck gehörte zu den ältesten jüdischen Familien in Lörrach. Adele wurde mit ihrer Schwester Babette und ihren Brüdern Isaak und Samuel am 22. Oktober 1940 (Wagner-Bürckel-Aktion) von Gestapoleuten abgeholt und nach Gurs verbracht. Die weiteren Stationen war das Lager Récébédou → Drancy → † Auschwitz Vor dem Haus Teichstraße 9 in Lörrach wurden vier Stolpersteine für die Familie nebeneinander verlegt. |
|              | HIER WOHNTE BERNHARD BECK JG. 1874 SCHUTZHAFT 1938 DACHAU TOT 21.2.1940                                                                                       | Teichstraße 9 ·                 | Bernhard Beck Bernhard Beck wurde im Zuge des Novemberpogroms am 10. November 1938 aus dem Lörracher Gefängnis mit zwei Brüdern in das KZ Dachau verbracht. Ein Jahr und drei Monate nach seiner Entlassung verstarb er am 21. Februar 1940 in Lörrach. |
|              | HIER WOHNTE ELISE BECK GEB. HEILBRONNER JG. 1883 DEPORTIERT 1940 GURS INTERNIERT DRANCY 1942 AUSCHWITZ ERMORDED                                               | Herrenstraße 10 ·               | Elise Beck |
|              | HIER WOHNTE HEINRICH BECK JG. 1912 FLUCHT 1938 USA | Herrenstraße 10 ·               | Heinrich Beck |
|              | HIER WOHNTE ISAAK BECK JG. 1878 SCHUTZHAFT 1938 DACHAU DEPORTIERT 1940 GURS INTERNIERT DRANCY AUSCHWITZ ERMORDED                                              | Teichstraße 9 ·                 | Isaak Beck Isaak Beck wurde im Zuge des Novemberpogroms am 10. November 1938 aus dem Lörracher Gefängnis mit zwei Brüdern in das KZ Dachau verbracht. Nach der Entlassung aus der Schutzhaft lebte er im Haus Teichstraße 29. Isaak Beck, seine Schwestern Babette und Adele und sein Bruder Samuel wurden dort am 22. Oktober 1940 von Gestapoleuten abgeholt und nach Gurs verbracht. Weitere Stationen waren Drancy → † Auschwitz |
|              | HIER WOHNTE LUDWIG BECK JG. 1869 SCHUTZHAFT 1938 DACHAU DEPORTIERT 1940 GURS ERMORDED 26.12.1940                                                              | Herrenstraße 10 ·               | Ludwig Beck |
|              | HIER WOHNTE SAMUEL BECK JG. 1872 SCHUTZHAFT 1938 DACHAU DEPORTIERT 1940 GURS TOT 27.11.1940                                                                   | Teichstraße 9 ·                 | Samuel Beck Samuel Beck wurde im Zuge des Novemberpogroms am 10. November 1938 aus dem Lörracher Gefängnis mit zwei Brüdern in das KZ Dachau verbracht. Nach der Entlassung aus der Schutzhaft lebte er im Haus Teichstraße 29. Samuel Beck, seine Schwestern Babette und Adele und sein Bruder Isaak wurden dort am 22. Oktober 1940 von Gestapoleuten abgeholt und nach Gurs verbracht, wo er einen Monat später verstarb. |
|              | HIER WOHNTE WALTER NATHAN BECK JG. 1912 SCHUTZHAFT 1938 DACHAU DEPORTIERT 1940 GURS ERMORDED 16.12.1940                                                       | Herrenstraße 10 ·               | Walter Nathan Beck |
|              | HIER WOHNTE ALFRED BODENHEIMER JG. 1883 'SCHUTZHAFT' 1938 KZ DACHAU FLUCHT 1939 USA                                                                           | Tumringer Straße 260 ·          | Alfred Bodenheimer „Alfred Bodenheimer, seine Ehefrau Martha und die Kinder Siegbert und Ingeborg erhielten Einreisevisa für die Vereinigten Staaten. Die Familie setzte am 17. Mai 1939 von Cherbourg aus nach New York über.“ „Alfred Bodenheimer verstarb am 22. November 1951 in New York im Stadtteil Queens.“ |
|              | HIER WOHNTE FRIEDERICKE BODENHEIMER GEB. ZWANG JG. 1856 DEPORTIERT 1940 GURS ENTLASSEN 17.4.1941 MIT HILFE ÜBERLEBT                                           | Tumringer Straße 260 ·          | Friedericke Bodenheimer Mutter von Alfred Bodenheimer |
|              | HIER WOHNTE INGEBORG BODENHEIMER JG. 1926 FLUCHT 1939 USA | Tumringer Straße 260 ·          | Ingeborg Bodenheimer |
|              | HIER WOHNTE MARTHA BODENHEIMER GEB. MODEL JG. 1898 FLUCHT 1939 USA                                                                                            | Tumringer Straße 260 ·          | Martha Bodenheimer |
|              | HIER WOHNTE SIEGBERT BODENHEIMER JG. 1928 FLUCHT 1939 USA | Tumringer Straße 260 ·          | Siegbert Bodenheimer |
|              | HIER WOHNTE ANNA DENZ VERH. TURPIN JG. 1923 ZEUGIN JEHOVAS VERHAFTET 2.2.1938 SCHRIFTEN GESCHMUGGELT VON GESTAPO VERHÖRT FLUCHT 1938 SCHWEIZ                  | Luisenstraße 35 ·               | Anna Denz Die Familie Denz gehörte zu den Zeugen Jehovas, die aufgrund ihrer pazifistischen Haltung vom NS-Regime verfolgt wurden. Am 2. Februar 1938 wurde die Familie an der Schweizer Grenze wegen Schmuggels verbotener Literatur verhaftet. Anna konnte nach Verhören am 8. Februar 1938 in die Schweiz fliehen, während Anna Maria Denz 1942 im KZ Ravensbrück und Oskar Denz ebenfalls 1942 im KZ Mauthausen ermordet wurden. Vor dem Haus Luisenstraße 35 in Lörrach wurden drei Stolpersteine für die Familie nebeneinander verlegt. |
|              | HIER WOHNTE ANNA MARIA DENZ GEB. DILLMANN JG. 1896 ZEUGE JEHOVAS VERHAFTET 2.2.1938 SCHRIFTEN GESCHMUGGELT GEFÄNGNIS LÖRRACH RAVENSBRÜCK ERMORDED 31.1.1942   | Luisenstraße 35 ·               | Anna Maria Denz † KZ Ravensbrück |
|              | HIER WOHNTE OSKAR DENZ JG. 1899 ZEUGE JEHOVAS VERHAFTET 2.2.1938 SCHRIFTEN GESCHMUGGELT GEFÄNGNIS LÖRRACH DACHAU, MAUTHAUSEN ERMORDED 23.7.1942               | Luisenstraße 35 ·               | Oskar Denz KZ Dachau → † KZ Mauthausen |
|              | HIER WOHNTE FANNY GRUNKIN GEB. EIDENSOHN JG. 1878 DEPORTIERT 1940 GURS ENTLASSEN 19.4.1941 MIT HILFE ÜBERLEBT                                                 | Feldbergstraße 32 ·             | Fanny Grunkin |
|              | HIER WOHNTE JOSEPH GRUNKIN JG. 1908 DEPORTIERT 1940 GURS INTERNIERT DRANCY 1942 AUSCHWITZ 1944 BLECHHAMMER 1945 BUCHENWALD ERMORDET                           | Feldbergstraße 32 ·             | Joseph Grunkin Gurs → Drancy → Auschwitz → Blechhammer → † Buchenwald |
|              | HIER WOHNTE MARIA GRUNKIN JG. 1913 DEPORTIERT 1940 GURS INTERNIERT DRANCY 1942 AUSCHWITZ ERMORDET                                                             | Feldbergstraße 32 ·             | Maria Grunkin |
|              | HIER WOHNTE EMILIE HEILBRONNER JG. 1886 DEPORTIERT 1940 GURS INTERNIERT DRANCY 1942 AUSCHWITZ ERMORDET                                                        | Herrenstraße 10 ·               | Emilie Heilbronner |
|              | HIER WOHNTE ARTHUR JULIUSBERGER JG 1877 'SCHUTZHAFT' 1938 DACHAU DEPORTIERT 1940 GURS INTERNIERT DRANCY 1942 Auschwitz ERMORDET                               | Turmstraße 18/20 ·              | Arthur Juliusberger |
|              | HIER WOHNTE FRIEDA JULIUSBERGER GEB. WOHL JG. 1876 DEPORTIERT 1940 GURS 1941 EINREISEERLAUBNIS SCHWEIZ                                                        | Turmstraße 18/20 ·              | Frieda Juliusberger Sie verstarb am 16. Mai 1960 im jüdischen Altersheim La Charmille in Riehen. |
|              | HIER WOHNTE HEINZ LEIBLE JG. 1913 VERHAFTET OKT. 1936 VERURTEILT 7.4.1937 § 175 GEFÄNGNIS HEIDELBERG 1938 DACHAU 1939 MAUTHAUSEN ERMORDET 6.9.1943            | Wallbrunnstraße 10 ·            | Heinz Leible Nach Gefängnisstrafen aufgrund § 175 Einweisung in das KZ Dachau → KZ Gusen → † KZ Mauthausen |
|              | HIER WOHNTE HERMANN LÜTZELSCHWAB JG. 1892 IM WIDERSTAND / KPD 'SCHUTZHAFT' 1933 KZ HEUBERG VERHAFTET AUG. 1944 AKTION GITTER' MEHRERE KZ ENTLASSEN 18.10.1944 | Haagener Straße 12 ·            | Hermann LützelschwabKPD; Schutzhaft; KZ Heuberg; Aktion Gitter |
|              | HIER WOHNTE CLEMENTINE MAYER GEB. BODENHEIMER JG. 1885 DEPORTIERT 1940 GURS ENTLASSEN 17.4.1941 MIT HILFE ÜBERLEBT                                            | Tumringer Straße 260 ·          | Clementine Mayer Schwester von Alfred Bodenheimer |
|              | HIER WOHNTE BABETTE MODEL GEB. BENZINGER JG. 1871 DEPORTIERT 1940 GURS ENTLASSEN 28.2.1941 MIT HILFE ÜBERLEBT                                                 | Tumringer Straße 260 ·          | Babette Model Schwiegermutter von Alfred Bodenheimer |
|              | HIER WOHNTE ALFRED J. MOSES JG. 1921 FLUCHT 1938 USA | Haagener Straße 6 ·             | Alfred J. Moses |
|              | HIER WOHNTE BERNARD L. MOSES JG. 1924 FLUCHT 1938 USA | Haagener Straße 6 ·             | Bernhard L. Moses |
|              | HIER WOHNTE MINA M. MOSES GEB. GÜNZBURGER JG. 1893 FLUCHT 1938 USA                                                                                            | Haagener Straße 6 ·             | Mina Marie Moses |
|              | HIER PRAKTIZIERTE DR. SAMUEL N. MOSES JG. 1882 FLUCHT 1938 USA                                                                                                | Haagener Straße 6 ·             | Samuel Nathaniel Moses |
|              | HIER WOHNTE BERTA PAHL GESCH. HEINZELMANN-EMDEN JG. 1889 IN VERSCHIEDENEN HEILANSTALTEN 'VERLEGT' 31.5.1940 GRAFENECK ERMORDET 31.5.1940 'AKTION T4'          | Kreuzstraße 18 ·                | Berta Pahl Zentraldienststelle T4; Tötungsanstalt Grafeneck |
|              | HIER WOHNTE JULIUS RIFFEL JG. 1905 ZEUGE JEHOVAS VERHAFTET 14.2.1938 GEFÄNGNISSE STUTTGART, FREIBURG ENTLASSEN 22.6.1941                                      | Gretherstraße 4 ·               | Julius Riffel (1905–1977) |
|              | HIER WOHNTE ROSA RIFFEL GEB. FORSTER JG. 1905 ZEUGIN JEHOVAS VERHAFTET 30.4.1942 MEHRERE KZ ZULETZT 'LEBENSBORN' STEINHÖRING BEFREIT                          | Gretherstraße 4 ·               | Rosa Riffel (1905–1981)Lebensborn-Heim Steinhöring |
|              | HIER WOHNTE JOHANNA WEIL GEB. ROTHSCHILD JG. 1886 FLUCHT FRANKREICH INTERNIERT 1942 RIVESALTES, DRANCY DEPORTIERT 1942 AUSCHWITZ ERMORDET                     | Grabenstraße 15 ·               | Johanna WeilCamp de Rivesaltes → Sammellager Drancy → KZ Auschwitz-Birkenau |
|              | HIER WOHNTE MORITZ WEIL JG. 1886 'SCHUTZHAFT' 1938 KZ DACHAU FLUCHT FRANKREICH INTERNIERT 1942 RIVESALTES, DRANCY DEPORTIERT 1942 AUSCHWITZ ERMORDET          | Grabenstraße 15 ·               | Moritz WeilKZ Dachau; Camp de Rivesaltes → Sammellager Drancy → KZ Auschwitz-Birkenau |
|              | HIER WOHNTE ELISE WILLSTÄTTER GEB. MAIER JG. 1856 DEPORTIERT 1940 GURS ERMORDET 16.10.1941                                                                    | Carl-Maria-von-Weber-Straße 2 · | Elise Willstätter |
|              | HIER WOHNTE GUSTAV WILLSTÄTTER JG. 1885 'SCHUTZHAFT' 1938 DACHAU DEPORTIERT 1940 GURS INTERNIERT DRANCY 1942 Auschwitz ERMORDET                               | Carl-Maria-von-Weber-Straße 2 · | Gustav Willstätter |